# Arsenalul aeronautic
Arsenalul aeronautic di Bucarest fu la prima fabbrica di profilo aeronautico della Romania. L'attività della stessa si svolse tra gli anni 1919-1939. La Arsenalul aeronautic fabbricò tre modelli di aeroplani di concezione propria: Brandemburg, Proto-1 e Aeron su base di un modello De Havilland per il trasporto passeggeri e di merci (aeroplano destinato a linee domestiche). La Arsenalul aeronautic fu organizzata anche per la ricerca e sviluppo di materiali innovativi.

## Storia
In novembre 1919 fu creata a Bucarest la fabbrica con profilo aeronautico, a seguito del trasferimento della maggioranza del materiale della Rezervei generale a aeronauticii di Iași. In data 1 luglio 1920 la denominazione diventa Arsenalul aeronautic. La principale attività era la riparazione di diversi tipi di aeroplani e motori della Forțele Aeriene Române, e successivamente costruì velivoli propri. Le attività specifiche di aeronautiche (riparazione, progettazione, fabbricazione e ricerca) proseguirono fino al giugno 1939, quando Arsenalul aeronautic entrò nella Administrației stabilimentelor aeronauticii și marinei.

## Aeroplani fabbricati

### Brandemburg
Brandemburg fu il primo aeroplano prodotto in serie della Arsenalul aeronautic, dall'anno 1921. Fu un aeroplano da ricognizione e osservazione, biplano a due posti. Era equipaggiato con un motore Austro-Daimler da 160 hp. Fino all' 8 maggio 1922 furono costruiti 10 aeroplani, con sulla fusoliera la scritta „Construit în România”. Altri 10 esemplari furono costruiti fino al 1922.

### Proto 1
Proto-1 fu prodotto dalla Arsenalul aeronautic dopo due anni dalla fondazione nel 1922. Era un biplano da addestramento, progettato dal Magg. ing. Ștefan Protopopescu in collaborazione con l'ing. Dumitru Baziliu e l'ing. Gheorghe Ticău. Il primo volo sperimentale fu effettuato da Ștefan Protopopescu. La qualità del velivolo fece sì che il Ministerul de Război ordinò una serie di 25 esemplari alla Fabrica de avioane ASTRA di Arad (Romania). I velivoli della Fabrica de avioane ASTRA furono denominati Proto-2.

### Aeron
Aeron fu un sesquiplano (biplano con ali asimmetriche) costruito nel 1935, in due varianti. La prima variante aveva un motore ADC Cirrus da 105 hp, la seconda un motore Salmson da 120 hp. L'aereo fu progettato e costruito dal locotenent-comandor Petre Macavei, capitano ing. Cristea Constantinescu, capitano ing. Constantin Istrate e dal locotenent Simion Stănculescu. Le ali asimmetriche sui due piani non avevano montanti tra le ali.

### De Havilland modificato
La Arsenalul aeronautic seguì un progetto per modificare la fusoliera di un bombardiere De Havilland, per trasformarlo in aeroplano da trasporto passeggeri e merci. Il velivolo era destinato alle linee interne di Romania.

### Ricerca
La Arsenalul aeronautic fu la prima azienda aeronautica con un laboratorio in Romania per le prove materiali. Il laboratorio fu gestito dal capitano chimico Ion Gudju.
Nel 1923 fu elaborata una tecnica per la verniciatura delle fusoliere, da parte dell'ing. Gheorghe Ionescu.